# Wissous
Wissous település Franciaországban, Essonne megyében. Lakosainak száma 6924 fő (2022. január 1.). Wissous Antony, Chilly-Mazarin, Massy, Morangis, Paray-Vieille-Poste, Fresnes és Rungis községekkel határos.

## Népesség
A település népessége az elmúlt években az alábbi módon változott:
| Lakosok száma | 7143 | 7687 | 7815 | 7470 | 7301 | 7133 | 7063 | 6991 | 6924 |
|               | 2013 | 2015 | 2016 | 2017 | 2018 | 2019 | 2020 | 2021 | 2022 |